# مشروع ميكروبات الأرض
مشروع ميكروبات الأرض (بالإنجليزية:  Earth microbiome project)‏ هو مبادرة أسسها روب نايت عام 2010 لجمع عينات طبيعية وتحليل المجتمع الميكروبي في جميع أنحاء العالم.
تُعد الميكروبات وفيرة للغاية ومتنوعة ولها دور مهم في النظام البيئي فعلى سبيل المثال: يحتوي المحيط على ما يقدر بـ 1.3   ×   10 28 خلية بدائية، 3.1   ×   10 28 خلية بكتيرية، و 1   ×   10 30 جسيم حموي. يُقدر التنوع البكتيري -وهو مقياس لعدد أنواع البكتيريا في المجتمع- بحوالي 160 لكل مل من مياه المحيط و 6400-38000 لزراعة التربة، و 70 لكل مل من أعمال الصرف الصحي. حتى عام 2010 قُدِّرَ أن مجمل جهد تسلسل الحمض النووي البيئي العالمي قد أنتج أقل من 1 في المائة من إجمالي الحمض النووي الموجود في لتر من مياه البحر أو جرام من التربة، تُعد التفاعلات المحددة بين الميكروبات غير معروفة إلى حد كبير.
يهدف المشروع إلى معالجة ما يصل إلى 200000 عينة في حيوم مختلفة، وإنشاء قاعدة بيانات كاملة من الميكروبات على الأرض لتوصيف البيئات والنظم البيئية من خلال التركيب الميكروبي والتفاعل. باستخدام هذه البيانات يمكن اقتراح واختبار نظريات بيئية وتطورية جديدة.

## الممثلين
أُطلِق المشروع الدولي غير الحكومي عام 2010. اعتبارًا من يناير 2018 أُدرِجت 161 مؤسسة جميعها جامعات ومؤسسات تابعة للجامعة. جاء التعهيد الجماعي من مؤسسة جون تمبلتون مؤسسة دبليو إم كيك ومختبر أرجون الوطني من قبل وزارة الطاقة الأمريكية ومجلس الأبحاث الأسترالي ومؤسسة تولا ومؤسسة صموئيل لورانس. قدمت الشركات دعمًا عينيًا بما في ذلك مختبرات مو بيو ولوكا تكنولوجيز وإيبندورف وعلم الجينوم الشمالي وإليومينا وروش وتقنيات الحمض النووي المتكاملة.

## الأهداف
الهدف الأساسي من المشروع هو مسح التركيب الميكروبي في العديد من البيئات عبر الكوكب، عبر الزمان والمكان، باستخدام مجموعة قياسية من البروتوكولات. يعد تطوير البروتوكولات الموحدة أمرًا حيويًا لأن الاختلافات في استخراج العينات والتضخيم والتسلسل والتحليل تؤدي إلى تحيزات من شأنها إبطال مقارنات بنية المجتمع الميكروبي.
هدف مهم آخر هو تحديد كيفية تأثر إعادة بناء المجتمعات الميكروبية بالتحيزات التحليلية. يُعد معدل التقدم التكنولوجي سريعًا فمن الضروري فهم كيفية مقارنة البيانات التي تستخدم البروتوكولات المحدثة بالبيانات التي تم جمعها باستخدام تقنيات سابقة، وسيتم أرشفة المعلومات من هذا المشروع في قاعدة بيانات لتسهيل التحليل، ستشمل المخرجات الأخرى أطلسًا عالميًا لوظيفة البروتين وكتالوجًا للجينومات المعاد تجميعها المصنفة حسب توزيعاتها التصنيفية.

## المنهجيات
طُوِّرت البروتوكولات المعيارية لأخذ العينات واستخراج الحمض النووي وتضخيم الرنا الريباسي 16S وتضخيم الرنا الريباسي 18S وميتاجينومية «الرجم» أو هي قيد التطوير.

### جمع العينات
سيتم جمع العينات باستخدام طرق مناسبة من بيئات مختلفة بما في ذلك أعماق المحيطات وبحيرات المياه العذبة ورمال الصحراء والتربة، وسيتم استخدام بروتوكولات التجميع الموحدة عندما يكون ذلك ممكنًا بحيث تكون النتائج قابلة للمقارنة. لا يمكن دائمًا زراعة الميكروبات من العينات الطبيعية، وبسبب هذا سيتم استخدام الطرق الميتاجينومية لتسلسل كل الحمض النووي أو الحمض النووي الريبوزي في عينة بطريقة مستقلة عن الزراعة.

### المختبر الرطب
يحتاج المختبر الرطب عادةً إلى تنفيذ سلسلة من الإجراءات لاختيار وتنقية الجزء الميكروبي من العينات. قد تكون عملية التنقية مختلفة جدًا وفقًا لنوع العينة. سيتم استخراج الحمض النووي من جزيئات التربة أو سيتم تركيز الميكروبات باستخدام سلسلة من تقنيات الترشيح. بالإضافة إلى ذلك يمكن استخدام تقنيات تضخيم مختلفة لزيادة إنتاج الحمض النووي. على سبيل المثال: يفضل بعض الباحثين التضخيم متعدد الإزاحة غير القائم على تفاعل البوليمراز المتسلسل. يجب إجراء استخلاص الحمض النووي واستخدام البادئات وبروتوكولات PCR هي جميع المجالات التي -من أجل تجنب التحيز- باتباع بروتوكولات موحدة بعناية.

### التسلسل
اعتمادًا على السؤال البيولوجي يمكن للباحثين اختيار تسلسل عينة ميتاجينومية باستخدام نهجين رئيسيين. إذا كان السؤال البيولوجي الذي يتعين حله هو ما هي أنواع الكائنات الحية الموجودة وبأي وفرة فإن النهج المفضل سيكون استهداف وتضخيم جين معين يتم حفظه بدرجة عالية بين الأنواع محل الاهتمام. غالبًا ما يتم استخدام جين الرنا الريباسي 16S للبكتيريا وجين الرنا الريباسي 18S الخاص بالطلائعيات كجينات مستهدفة لهذا الغرض. تتمثل ميزة استهداف جين معين في إمكانية تضخيم الجين وتسلسله بتغطية عالية جدًا. يسمى هذا النهج «التسلسل العميق» والذي يسمح بتحديد الأنواع النادرة في عينة. ومع ذلك فإن هذا النهج لن يسمح بتجميع أي جينومات كاملة ولن يوفر معلومات حول كيفية تفاعل الكائنات الحية مع بعضها البعض. الطريقة الثانية تسمى ميتاجينومية الرجم، حيث يتم قطع كل الحمض النووي في العينة وتسلسل الأجزاء العشوائية. من حيث المبدأ يسمح هذا النهج بتجميع جينومات ميكروبية كاملة ويسمح باستدلال العلاقات الأيضية. ومع ذلك إذا كانت معظم الميكروبات غير مميزة في بيئة معينة فسيكون تجميعًا جديدًا مكلفًا من الناحية الحسابية.

## تحليل البيانات
يقترح المشروع توحيد جوانب المعلوماتية الحيوية لمعالجة العينات.
يتضمن تحليل البيانات عادةً الخطوات التالية:
1) تنظيف البيانات، إجراء مسبق لتنظيف أي قراءات ذات درجات جودة منخفضة لإزالة أي تسلسلات تحتوي على "N" أو نيوكليوتيدات غامضة
2) تعيين تصنيف للتسلسلات التي يتم إجراؤها عادةً باستخدام أدوات مثل بلاست أو RDP. في كثير من الأحيان يتم اكتشاف متواليات جديدة لا يمكن تعيينها للتصنيف الحالي. في هذه الحالة يُشتق التصنيف من شجرة تطور السلالات التي تم إنشاؤها باستخدام التسلسلات الجديدة ومجموعة من التسلسلات المعروفة وثيقة الصلة.
اعتمادًا على تقنية التسلسل والسؤال البيولوجي الأساسي يمكن استخدام طرق إضافية -فعلى سبيل المثال- إذا كانت القراءات المتسلسلة قصيرة جدًا لاستنتاج أي معلومات مفيدة فسيكون التجميع مطلوبًا، ويمكن أيضًا استخدام التجميع لبناء جينومات كاملة والتي ستوفر معلومات مفيدة عن الأنواع. علاوة على ذلك إذا تم فهم العلاقات الأيضية داخل الميتاجينوم الميكروبي فإنه يجب ترجمة تسلسل الحمض النووي إلى تسلسلات الأحماض الأمينية على سبيل المثال باستخدام أدوات التنبؤ الجيني مثل GeneMark أو FragGeneScan.

## ناتج المشروع
كانت المخرجات الرئيسية الأربعة من المشروع هي:
- سيتم تخزين جميع البيانات الأولية التي تم إنشاؤها من المشروع -بغض النظر عن درجة حسمها- في قاعدة بيانات مركزية تسمى أطلس الجينات يحتوي علي بيانات تسلسلية وشروح وبيانات وصفية بيئية. كما هو معروف حسب تسلسل غير معروفة، على سبيل المثال سيتم تضمين «المادة المظلمة» على أمل أن يتم تمييز التسلسلات غير المعروفة في النهاية.
- سيتم تخزين الجينومات المجمعة المشروحة باستخدام خط أنابيب آلي في «الجينومات المجمعة لميكروبات الأرض» في المستودعات العامة، وهذه سوف تمكن التحليل الجينومي المقارن.
- سيتم توفير تصورات تفاعلية للبيانات من خلال «بوابة تصور ميكروبات الأرض» والتي ستسمح بالاطلاع على العلاقة بين التركيب الميكروبي والمعايير البيئية والوظيفة الجينية.
- سيتم تقديم ملفات تعريف التمثيل الغذائي المعاد بناؤها من خلال «إعادة بناء استقلاب ميكروبات الأرض».

## التحديات
تشكل الكميات الكبيرة من بيانات التسلسل الناتجة عن تحليل المجتمعات الميكروبية المتنوعة تحديًا للتخزين والتنظيم والتحليل، وتتفاقم المشكلة بسبب القراءات القصيرة التي توفرها منصة التسلسل عالية الإنتاجية والتي ستكون الأداة القياسية المستخدمة في المشروع. سيكون من الضروري وجود خوارزميات محسّنة وأدوات تحليل محسّنة وكميات هائلة من تخزين الكمبيوتر والوصول إلى عدة آلاف من الساعات من وقت الكمبيوتر العملاق.
التحدي الآخر هو العدد الكبير من أخطاء التسلسل المتوقعة. توفر تقنيات التسلسل من الجيل التالي إنتاجية هائلة ولكنها أقل دقة من طرق التسلسل القديمة. عند تسلسل جينوم واحد فإن الدقة المنخفضة الجوهرية لهذه الطرق يتم تعويضها أكثر بكثير من خلال القدرة على تغطية الجينوم بأكمله عدة مرات في اتجاهات متعاكسة من نقاط بداية متعددة، ولكن هذه القدرة لا توفر أي تحسن في الدقة عند تسلسل خليط متنوع من الجينوم. سيكون السؤال كيف يمكن تمييز أخطاء التسلسل عن التنوع الفعلي في العينات الميكروبية التي تم جمعها؟
على الرغم من إصدار البروتوكولات القياسية فمن المتوقع حدوث تحيزات منهجية من معمل إلى آخر. ستؤدي الحاجة إلى تضخيم الحمض النووي من العينات ذات الكتلة الحيوية المنخفضة إلى حدوث تشوهات إضافية في البيانات. يتطلب تجميع الجينومات حتى الكائنات الحية المهيمنة في عينة متنوعة من الكائنات الحية جيجا بايت من بيانات التسلسل.
يجب أن يتجنب المشروع المشكلة التي أصبحت سائدة في قواعد بيانات التسلسل العام. مع التقدم في تقنيات التسلسل عالي الإنتاجية تدخل العديد من التسلسلات قواعد البيانات العامة بدون وظيفة محددة تجريبياً، ولكن تم شرحها على أساس التماثلات المرصودة بتسلسل معروف. يتم استخدام التسلسل المعروف الأول للتعليق على التسلسل المجهول الأول، ولكن ما يحدث هو استخدام التسلسل المجهول الأول للتعليق على التسلسل غير المعروف الثاني وما إلى ذلك. ويُعد التماثل المتسلسل هو مجرد مؤشر موثوق للوظيفة.

## الروابط الخارجية
- مشروع ميكروبات الأرض
- بيولوجيا النظم والميكروبات
- صفحة مشروع الميكروبات البشرية في المعاهد الوطنية للصحة الأمريكية
- الاتحاد الدولي للميكروبات البشرية
- مبادرة الميكروبات الكندية CIHR
- Microbiome.org / موقع مدخل ميكروبيوم ويكي.